# Hylaeamys acritus
Hylaeamys acritus är en gnagare i familjen hamsterartade gnagare som förekommer i Sydamerika.
Arten når en kroppslängd (huvud och bål) av 13,1 till 15,2 cm och en svanslängd av 11,0 till 13,0 cm. Ovansidan är liksom hos andra släktmedlemmar gråbrun och på undersidan förekommer helt vit päls. Skillnaden mot andra släktmedlemmar utgörs av avvikande detaljer vid kraniet och tänderna. Hylaeamys acritus liknar mest Hylaeamys megacephalus i utseende men den är närmare släkt med Hylaeamys perenensis.
Utbredningsområdet ligger vid Guaporéfloden (Río Iténez) i nordöstra Bolivia. Kanske når arten angränsande regioner av Brasilien. Hylaeamys acritus vistas i städsegröna skogar, lövfällande skogar, galleriskogar och savanner. Individer hittades främst på marken.
Hot för beståndet är inte utrett. IUCN listar arten med kunskapsbrist (DD).